# Шаповалова, Мария Павловна
Мария Павловна Шаповалова (девичья фамилия Толстых, 1925 — 30 сентября 2013) — советский работник сельского хозяйства, Герой Социалистического Труда (1949).

## Биография
Родилась 7 февраля 1925 года на хуторе Чмерь (ныне не существует) Воронежской губернии в многодетной крестьянской семье.
В 1930-х годах семья Толстых переселилась на Кубань, в 1939 году стали жить в станице Новотитаровской ныне Краснодарского края. Получив среднее образование, совпавшим с началом Великой Отечественной войны, Вера возглавила полеводческое звено местного колхоза имени Кагановича. С приближением линии фронта она трудилась на рытье окопов и носила боеприпасы от Новотитаровской железнодорожной станции до станицы Нововеличковской, где проходила линия обороны. После окончания войны она продолжила работать в колхозе, руководила молодёжным звеном, которое по итогам работы в 1948 году получило урожай подсолнечника 25,57 центнера с гектара на площади в 17 гектаров.
Указом Президиума Верховного Совета СССР от 10 февраля 1949 года за получение высоких урожаев пшеницы и подсолнечника при выполнении колхозами обязательных поставок и контрактации по всем видам сельскохозяйственной продукции, натуроплаты за работу МТС в 1948 году и обеспеченности семенами всех культур в размере полной потребности для весеннего сева 1949 года Толстых Марии Павловне было присвоено звание Героя Социалистического Труда с вручением ордена Ленина и золотой медали «Серп и Молот».
В последующие годы звено М. П. Шаповаловой продолжало собирать высокие урожаи зерновых и подсолнечника в переименованном колхозе имени Сталина, а позже — колхозе имени XXII партсъезда Ново-Титаровского района (Динской район Краснодарского края).
Выйдя на заслуженный отдых, Мария Павловна проживает в станице Новотитаровской.
В 2002 году она была награждена Почетной грамотой администрации Краснодарского края. 7 февраля 2020 года заместитель главы Новотитаровского сельского поселения поздравил Марию Павловну Шаповалову с днём рождения и вместе с представителями Совета ветеранов Новотитаровского поселения вручил ей юбилейную медаль 75-летия Победы в Великой Отечественной войне.